# 丛正龙
丛正龙（1937年—2020年3月25日），男，祖籍山东招远，生于黑龙江哈尔滨，中华人民共和国政治人物，曾任辽宁省人民政府副省长兼中共辽宁省委政法委副书记，辽宁省政协副主席、党组副书记，辽宁省人大常委会副主任、党组副书记，第九届全国人大代表。